# Džodo-dži
Džodo-dži (浄土寺) je budistični tempelj šingon budizma v Onomičiju v prefekturi Hirošima na Japonskem. Kot sveto mesto bodhisatve Kanon je deveti tempelj na romanju Čugoku 33 Kannon. Tempelj, zgrajen ob koncu obdobja Kamakura, je znan po dveh narodnih zakladih: [[glavni dvorani templja (hondō) in pagodi zakladov (tahōtō). Poleg tega ima številne pomembne kulturne dobrine in umetniška dela.

## Zgodovina
Princ Šotoku naj bi bil ustanovitelj templja. Zagotovo je bil na tem mestu prostor za molitev od konca obdobja Heian. Dejanska gradnja je potekala od leta 1306 z izgradnjo glavne dvorane (hondō). Toda že leta 1325 je tempelj pogorel. Kmalu zatem so bile najpomembnejše stavbe obnovljene s pomočjo prebivalstva. V templju častijo boginjo usmiljenja z enajstimi obrazi.
V obdobju Nanboku-čō je Ašikaga Takaudži leta 1336 obiskal tempelj na poti iz Kjušuja in podaril zbirko 33 pesmi v zahvalo za vojaški uspeh. Zbirka je še vedno v lasti templja in je registrirana kot pomembna japonska kulturna lastnina. Takaudži je postavil Džodo-dži za enega od templjev za nacionalno pomiritev (Ankoku-dži (安国寺)).

## Tempeljski kompleks
Stavbe templja stojijo na polovici hriba nad trgom, ki se razteza od vzhoda do zahoda, od koder je pogled na Notranje morje Seto. V tempeljsko območje se vstopi z juga skozi sprednja vrata (山門, sanmon), ki so štirikraka vrata  v slogu kirizuma s skodlami tipa hongavara. Vrata sanmon so iz leta 1333–1392 in so bila označena kot pomembna kulturna dobrina. Njihove kaerumate, oporniki kot žabji kraki , so bile okrašene z družinskim grbom klana Ašikaga.
Nasproti sanmonu je glavna dvorana (本堂, hon-dō). Zgradil jo je mizar Fudživara Tomokuni (藤原友国) leta 1327 v japonskem slogu (vajō) in pozneje – z dodatkom sprednje verande – prilagojeno zenovskemu slogu, je bila označena kot nacionalni zaklad. Dvorana je 5×5 ken, enonadstropna zgradba v slogu irimoja (dvokapna streha, ki združuje sleme in dve dvokapni strehi na zgornjem delu s šotorasto streho na vseh straneh v spodnjem delu ) z nadstreškom z 1 ken stopnico, streho hongavarabuki.
Neposredno desno ali vzhodno od glavne dvorane je dvorana Amida (阿弥陀堂, Amida-dō). Ta dvorana, posvečena Amidi, »Budi neizmernega življenja in svetlobe«, ki vlada Zahodnemu raju ali Čisti deželi, je bila zgrajena leta 1345. Je ken 5×4, široka 9 m, enonadstropna stavba v slogu josemune-zukuri (štirikapna streha, kjer sta sprednja in zadnja stran trapezasti, stranice pa trikotne oblike; na Japonskem se na splošno uporablja za stavbe manjšega pomena) s streho hongavarabuki. V tej stavbi je vgrajena sedeča podoba Amide Njōrai. 
Glavne tempeljske strukture zaključuje pagoda zakladov (多宝塔, tahōtō), dvonadstropni budistični stolp ken 3×3 s streho hongavarabuki iz leta 1328 in označena kot nacionalni zaklad. Na njej je podoba Dainiči Njorai s spremljevalci. Notranje stene so poslikane s podobami osmih patriarhov budizma Šingon. Med obnovitvenimi deli leta 1936 so v zaključku strehe (sōrin) odkrili številne zvitke suter in druge predmete. Za razliko od glavne dvorane in dvorane Amida, ki sta poravnani v smeri vzhod-zahod, je pagoda zaklada premaknjena nekoliko južneje v trg, tako da je postavljena jugovzhodno od dvorane Amida.
Številne storitvene stavbe zavzemajo zahodni konec templja. Neposredno severozahodno od hōn-dō je opatova rezidenca (方丈, hōdžō). Ta stavba, zgrajena leta 1690 iz donacij družine Hašimoto, bogatih trgovcev iz Onomičija, je velika 16,7 krat 13,1 m, enonadstropna stavba v slogu josemune s strešniki hongavarabuki.
Na zahodu, ki se dviga iz zaplate belega proda ob hōdžō in se razteza po pobočju hriba, leži tempeljski vrt (庭園), ki je bil postavljen leta 1806 in označen kot kraj slikovite lepote. Iz središča vrta se spušča slap, ki se konča v majhnem ribniku. Na vrhu umetnega hriba na zadnji strani vrta je čajnica, znana kot Roteki-an (露滴庵). Leta 1814 jo je podarila družina Tomišima, bogata trgovska družina iz Mukaišime čez preliv. Po nepotrjeni zgodovini je bila ta čajnica prvotno najdena v gradu Fušimi, od koder so jo preselili v Hongan-dži v Kjotu, dokler je niso v poznem 16./zgodnjem 17. stoletju razstavili in postala last družine Tomišima. Roteki-an je enonadstropna stavba v slogu irimoja-zukuri s slamnato streho. V notranjosti ima prostor s tremi podlogami za goste in temaezo (sedež za gostitelja) v slogu daime (3/4 podloga). Za dodatne ali posebne goste je na voljo podloga (šōbanseki, 相伴席).
Južno od Roteki-ana leži skladišče (宝庫, hōko), zgrajeno v slogu tradicionalnih skladišč kura. Je dvonadstropna stavba v slogu kirizuma, velika 6,0 x 3,9 m s streho hongavarabuki in je iz leta 1759.
Vzhodno od hōka leži kuri (庫裏) z dvorano za goste (客殿, kjakuden), ki se razteza severno od nje proti vrtu. Zgrajeni so bili leta 1719. V kuri se vstopi z izrazite zatrepne fasade (cumairi), ki se odpira proti glavnemu trgu. Kuri so se prvotno uporabljali predvsem za pripravo hrane, vendar so v njih imeli upravne in bivalne prostore menihov. Kuri je velik 15,9 krat 12,0 m, stavba v slogu kirizuma. Kjakuden obkroža majhno dvorišče. Vzhodno krilo v slogu josemune poteka v smeri sever-jug in vsebuje sobe za risanje ali goste. Meri 18,0 x 7,0 m in ima priložen vhod, ki gleda na trg na vzhodu. Zahodno krilo je veliko 5,0 krat 7,2 m v slogu kirizuma. Dnevna soba je velika 12,8 krat 4,0 m v južnem krilu in čajnica 5,9 krat 4,2 m v severnem krilu, ki je v slogu kirizuma. Vsi deli imajo strehe hongavarabuki razen severnega krila in majhne dvonadstropne stavbe v zahodnem krilu, ki imata strehe iz ploščic sangavarabuki (strešnik, ki združuje širok konkaven strešnik s polvaljastim konveksnim strešnikom v enem strešniku. Ploščica je kvadratno valovita od konkavne do konveksne). Skozi stavbo v jugozahodnem kotu okrožja, 14,9 krat 5,0 m v slogu kirizuma zadnja vrata (裏門, uramon) s streho hongavarabuki iz poznega 18. stoletja, vrsta Nagajamon (長屋門), omogoča dostop od zunaj do zadnjega dela kurija.
Obstaja majhen japonski skalnjak, obdan s kjakuden na zahodu, hōdžō na severu, hōn-dō na vzhodu in z obzidjem z vrati karamon (唐門) na jugu. Ta vrata, ki so v celoti izdelana iz japonskega bresta, so majhna struktura ken 1×1 s streho hongavarabuki in izvirajo iz leta 1712. Leta 1719 so bila prestavljena s prvotnega položaja med glavno dvorano in dvorano Amida. Nekaj šintoističnih svetišč in Mondžu-dō (文殊堂), majhna dvorana, posvečena Mondžuju, bodhisatvi modrosti, najdemo onstran tahōtō na vzhodnem koncu templja.

### Kamnite pagode
Na območju templja so tri pomembne kamnite pagode, ki so označene kot pomembna kulturna dediščina: ena Nōkjōtō (納経塔, dobesedno »stolp za daritve sutre«) in dve v slogu Hōkjōintō (宝篋印塔). Nōkjōtō je ob vzhodni steni templja in je 2,7 m visok kamnit hōtō. V 10. mesecu leta 1278 jo je zgradil Kōa Jošičika kot spominski stolp za svojega očeta, bogatega poslovneža Onomičija. Znotraj pagode so bili kot daritve deponirani različni sveti spisi, kot so Lotosova sutra, tri sutre čiste dežele in sutra Brahmajala.
Malo severno od nōkjōtō je ena od hōkjōintō, 3,2 m visoka pagoda z opazno oblikovanimi lotosovimi cvetnimi listi (kaeribana) na dnu. Postavljena je bil 1. dan 10. meseca leta 1348 v spomin med drugim na meniha Gjoena (行円) in cesarja Kōkō.
Še en hōkjōintō iz obdobja Nanboku-čō (1333–1392), znan kot »grobnica Ašikaga Takauji«, je najden ob južni steni templja. Ta stolp, visok 1,9 m, prikazuje posebno fino rezbarsko delo. Oba hōkjōintō vsebujeta semenske zloge šudži med drugim štirih Bud diamantnega kraljestva (金剛界四仏, kongōkai šibucu). 

## Pomembni zakladi
Dvorana zakladov (宝物館, hōmocukan) hrani številne budistične skulpture, slike, ročne izdelke in pisno gradivo, od katerih so nekateri označeni kot pomembne kulturne dobrine.

### Kipi
Glavna podoba templja je stoječa skulptura boginje usmiljenja z enajstimi obrazi iz zgodnjega obdobja Heian iz 9. stoletja iz obarvanega lesa hinoki in je označena kot pomembna kulturna dobrina. Njena desna roka podarja dar neustrašnosti (abhajadāna), medtem ko je v levi roki postavljena vaza.
Tri skulpture Šōtoku iz obdobij Kamakura in Nanboku-čō so bile označene kot pomembne kulturne dobrine. Vsak od treh je izdelan iz več kosov lesa v slogu joseki-zukuri. Vsi so obarvani, imajo kristalne oči (玉眼, gjokugan) in so shranjeni v zakladnici templja. Znotraj kipov so našli napise s črnilom, ki so poročali o datumu in okoliščinah del.
Najstarejši od teh kipov je iz leta 1303, visok je 94 cm, ima pričesko mizura in drži kadilnico v obeh rokah pred telesom. Po tradiciji prikazuje Šotokuja pri starosti 16 let. Izdelal naj bi ga budistični začetnik Džōšō (定証) ob smrti svojega sina. Ta skulptura je znana kot Kōjō-zō (孝養像, dobesedno »kip sinovske pobožnosti«).
Namu-bucu Šōtoku-zō (南無仏太子像, dobesedno »hvali kip Bude Šōtokuja«) iz leta 1337 je 68 cm visoka podoba klečečega triletnega Šōtokuja s sklenjenimi rokami v molitvi. Oblečen je v rdeče starodavno krilo (裳) z golim zgornjim delom telesa. Tako kot sinovska pobožnost-Šōtoku je delo kiparja iz Kjota 院憲.
Tretji kip, znan kot Sesšō-zō (摂政像, dobesedno »regentski kip«) iz leta 1339, je visok 1,35 m. Za razliko od drugih regentskih kipov, kjer obredno palico (šaku) držita obe roki, ima tukaj Šōtoku šaku v desni roki, medtem ko je kadilnica v levi roki.

### Slike
Zakladnica templja hrani dve pomembni kulturni vrednoti v kategoriji slikarstva. Ena je slika Nirvana iz leta 1274, ki prikazuje zgodovinskega Budo na smrtni postelji, obkroženega z žalujočimi in živalmi. Slika je narejena z barvo na svili in meri 174,5 krat 133,5 centimetra. Prizori iz Budovega življenja so narisani v 16 ploščah vzdolž levega, spodnjega in desnega roba slike.
Mandala dveh kraljestev (両界曼荼羅図, Rjōkai mandara-zu) je niz dveh mandal, naslikanih na svilo, ki prikazujeta kraljestvo diamantov in maternice. Delo ima napis s črnilom, ki ga datira v leto 1317. Sliki merita 251,0 krat 185,0 cm (diamant) in 263,0 krat 183,5 cm (maternica).

### Obrti
Džodo-dži ima v lasti dve opazni in podobni škatli suter iz leta 1315, ki se razlikujeta po velikosti, izvirata iz Kitajske in sta označeni kot pomembna kulturna dediščina. Škatla Sutra z motivom pava v zlatu (孔雀戧金経箱, kudžakusō kinkjōbako) je prišla v last templja Džōdo-dži leta 1358, da bi hranila izvod Sutre zlate svetlobe, kot jo je v kitajščino prevedel menih I Čing. Pokrov, ki je znotraj prekrit z rdečim lakom in zunaj s črnim lakom, vsebuje znak 首 (»glava«), telo pa znak 性. Ta škatla ima dimenzije 40 x 22 x 25 cm. Hrani jo Narodni muzej v Nari.
Druga, večja škatla suter z obliko pava v zlatih vložkih (孔雀文沈金経箱, kudžakusō kinkjōbako) ima dimenzije 54 krat 36 krat 29 cm, sicer pa je podobne oblike. Na straneh trupa škatle sta par pavov in par onagadori, dolgorepe kokoši. Naslovnica vsebuje znak 天 na sprednji strani in 性, 静, 情, 逸 vgravirane v štirih kotih.

### Spisi
Zakladnica templja hrani štiri pomembne predmete pisnega gradiva, ki so označeni kot pomembne kulturne dobrine. Najstarejša med njimi je kopija 7. zvezka Lotosove sutre na mornarsko modrem papirju z zlato in srebrno barvo (紺紙金銀泥法華経, konši kingin-dei hokekjō) kot primer okrasne sutre iz sredine obdobja Heian. Sprva se izmenjujejo stolpci v zlati in srebrni barvi, medtem ko je zadnji del napisan samo v zlati barvi. Na koncu zvitka velikosti 27,5 krat 671 cm je datum dokončanja naveden kot 22. dan 6. meseca leta 949.
Obdobje Kamakura šihon bokušo džōšō kišōmon (紙本墨書定証起請文) iz leta 1306, ki ga je napisal Džōšō (定証), učenec šingonskega duhovnika Eisona (1201–1290) iz Saidai-džija, je pisna zaobljuba bogovom (起請文, kišomon), ki je nastala v času obnove Džōdo-dži. Dokument vsebuje odtis roke Džōšōja v barvi vermilijon.
Drug zaklad je Kanzeon Hōraku Vaka (観世音法楽和歌), sklop 33 pesmi vaka na zvitku velikosti 31,5 krat 257 cm, ki je povezan z vojaško akcijo Ašikaga Takaudžija. V obdobju Kenmu se je Ašikaga Takaudži na poti v Kjušu ustavil v Džōdo-džiju, da bi molil za vojaški uspeh pri templju Kannon bodhisatve. Kasneje, 5. dan 5. meseca leta 1336, se je na poti nazaj v Kjoto spet ustavil in skupaj s petimi svojimi sinovi daroval ta zvitek boginji usmiljenja z enajstimi obrazi, glavnemu predmetu čaščenja Džōdo-dži. Sedem pesmi je napisal Ašikaga Takaudži in zvitek vsebuje tudi njegov podpis.
Zaklad, znan kot dokumenti Džodo-dži (紙本墨書浄土寺文書, šihon bokušo Džodo-dži mondžo), je sestavljen iz 11 starodavnih dokumentov iz obdobja Nanboku-čō iz 14. stoletja in prve polovice obdobja Muromači iz 15. stoletja. Dokumenti obravnavajo letni davek templja in med drugim vsebujejo pismo o donaciji Ašikage Takaudžija in pečat Ašikage Jošinorija. Povezan sklop 104 dokumentov je bil označen kot pomembna kulturna dobrina prefekture.

## V popularni kulturi
V filmu Tokijska zgodba iz leta 1953, ki ga je režiral Jasudžirō Ozu, je tempelj vidno predstavljen kot kraj v bližini rezidence starejšega para, Šūkičija in Tomija. Pogled iz Džodo-dži je prikazan in opomnjen v filmu in se pojavlja tudi v drugih prizorih. Tomijev pogreb je v Džōdo-džiju.